# Canovelles
Canovelles és un municipi de la comarca del Vallès Oriental, situat a la vall mitjana del riu Congost, amb una extensió de 6,75 quilòmetres quadrats.
És un poble antic -ho demostra l'església romànica de Sant Feliu, l'origen parroquial del municipi- que va viure una gran transformació demogràfica i urbana amb la immigració de la segona meitat del segle xx. El mercat setmanal dels diumenges és un dels més grans de Catalunya.
L'origen del topònim podria venir de Can(s) (gossos) i ovelles, Canovelles, fent referència al passat ramader del poble, o bé de la llengua romànica, i faria referència etimològica a un diminutiu de Cànoves: ca(ses) noves.

## Geografia
- Llista de topònims de Canovelles (Orografia: muntanyes, serres, collades, indrets..; hidrografia: rius, fonts...; edificis: cases, masies, esglésies, etc).

Canovelles limita al sud amb Granollers, al nord amb l'Ametlla del Vallès i Santa Eulàlia de Ronçana, a l'est i al nord-est amb Les Franqueses del Vallès (a través del riu Congost, que fa de límit de llevant) i al sud-oest amb Lliçà d'Amunt. El municipi, per tant, queda limitat a ponent i a llevant pel riu Tenes i el riu Congost, respectivament. A la vall mitjana del Congost, on Canovelles desenvolupa el seu nucli urbà i concentra la seva majoria de població, el paisatge és planer. Aquestes terres vora el riu Congost van ser des dels inicis l'espai de poblament principal de Canovelles. En canvi, cap a ponent, amb un poblament dispers, s'inicien unes elevacions (serra de Bellulla, serra de Can Cuana i veïnat de la Serra, fins a descendir al torrent de Can Marquès, prop del terme amb Santa Eulàlia i Lliçà), que constitueixen pràcticament la meitat de la superfície municipal.
La Barriada Nova, que concentra més de dos terços de la població del municipi, forma conurbació amb Granollers. Al nord-est s'eixampla sobre el pla de Magarola i de Can Castells el polígon industrial del mateix nom. Al nord, apareixen veïnats dispersos: Can Cuana i Sanaüja. El nucli original del poble, nascut entorn l'església parroquial de Sant Feliu, s'eleva just a llevant del Torrent de Fangues, amb una visibilitat sobre tota la vall mitjana del riu Congost.
El pas de dues grans vies de comunicació –l'autovia C-17, de sud a nord, i la línia de ferrocarril Barcelona-Vic-Puigcerdà, que segmenta la zona del sud-est–, ha delimitat els nuclis de poblament.

## Història
L'actual municipi s'assenta sobre poblaments del Neolític. En dona testimoni la troballa d'un menhir datat entre el quart i el tercer mil·lenni abans de Crist, extret de les terres de Ca l'Estrada, juntament amb altres restes arqueològiques i funeràries, també localitzades a Ca N'Amell. El gener del 2016, durant els treballs de construcció de la nova escola Els Quatre Vents, pròxima a l'anterior jaciment de Ca l'Estrada, van aparèixer restes d'un poblat neolític datat entre el 4800 i 4500aC, compost per dues cabanes construïdes en solera de pedra, sis focs o forns amb restes de fustes i una zona d'enterraments amb dos esquelets humans i un d'una ovella.

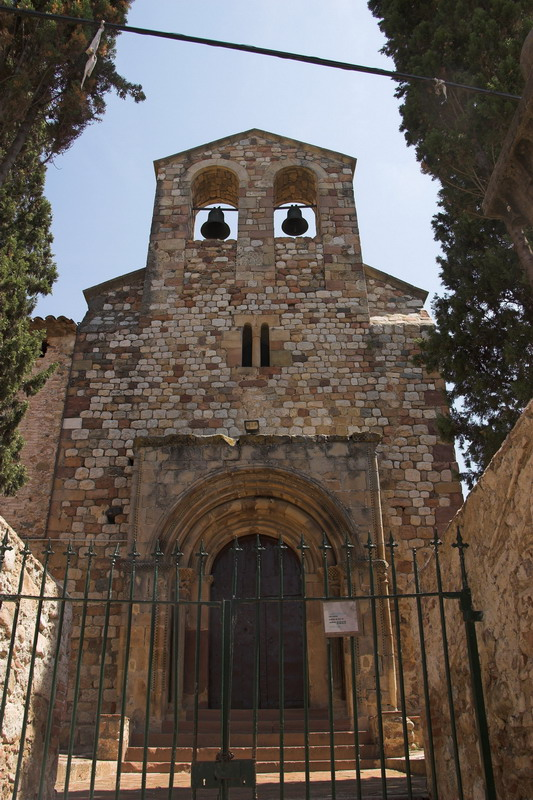
L'església romànica de Sant Feliu

La primera referència escrita del poble de Canovelles data de l'any 1008 en un document on consta una permutació de terra a l'abat Ot (Odó) del monestir de Sant Cugat. La parròquia de Sant Feliu és documentada el 1072. Durant l'edat mitjana els senyors del casal d'Olivet, del qual se'n conserven les restes de l'edifici al bosc de Can Marquès, exerciren un important poder. Al segle xv la domus s'incendià i fou abandonada. La presència feudal a Canovelles sembla que es conjugà amb l'existència de masos amb terres lliures (alous).
Durant la baixa edat mitjana i l'edat moderna Canovelles era un lloc especialment transitat per la veneració a la Mare de Déu de Bellulla, situada en un santuari del qual avui dia se'n conserva l'església d'època moderna. Fou un dels principals focus de peregrinació del Vallès Oriental. La imatge original de la Verge de Bellulla es va perdre el 1936 en el context dels inicis de la Guerra Civil espanyola. El santuari de la Mare de Déu de Bellulla fou casa de dominics (1611-1835), del Convent de Santa Caterina (Barcelona), posseïdors en temps moderns de terres fonamentalment a l'actual veïnat de la Serra. Al segle XVII la família Magarola era propietària d'importants terres i cases, des de Can Castells fins a Can Pagès Vell.
Durant el segle xx el municipi va viure una transformació demogràfica molt notòria a causa de la immigració rebuda principalment d'Andalusia i Extremadura, que es traduí en una transformació urbanística avui dia constatable en els grans canvis dels darrers quaranta anys. Així, si l'any 1950 Canovelles tenia poc més de sis-cents habitants, a inicis de la dècada de 1970 la població ja superava els 8.000.

### Patrimoni
L'edifici més emblemàtic del municipi és l'església parroquial de Sant Feliu, una de les principals mostres de primer art romànic al Vallès Oriental (s. XI). És un edifici de nau única amb absis d'estil llombard. Conserva, per molt que malmesa pel pas del temps, una portalada romànica del segle xiii amb representacions zoomorfes, vegetals i figuracions geomètriques. A l'interior, encara trobem decoració litúrgica d'època moderna.
Entre els vestigis arqueològics cal destacar les restes de la domus d'Olivet, una casa de caràcter defensiu de la petita noblesa medieval, ubicada en un turó –avui dia cobert de bosc– sobre el torrent de Can Marquès, al nord-oest del municipi. Se'n conserva part de la torre circular, i els murs principals. Els senyors d'Olivet devien instal·lar-se en aquestes terres al segle xi. L'edificació, construïda entorn la torre, és datada al segle xii. Al segle xiv els senyors d'Olivet eren els Riudeperes i exercien el domini sobre terres de Canovelles, Lliçà d'Amunt i l'Ametlla. Al segle xv, poc abans de la Guerra Civil catalana, en un context de crisi general, la casa fou abandonada, sembla que després d'un incendi. El Museu de Granollers conserva molts dels elements domèstics i militars de la casa, entre els quals cal destacar una cota de malla.
El Santuari de Bellulla, avui dia és una casa particular que conserva la capella del santuari -reformada-, fou un dels llocs de peregrinació més importants del Vallès i el Maresme a l'edat mitjana i moderna. La capella original és del segle xiii i custodiava la imatge de la Mare de Déu de Bellulla, que fou trobada el 1216, era de dimensions petites i de bronze, de gran veneració al santuari, el qual va anar creixent en extensió durant tota l'edat moderna. Va ser també casa de dominics fins a la desamortització de 1835 que els exclaustrà. El dilluns de pasqua de 1872 la imatge de la Verge, advocada de la vista, fou traslladada a l'església parroquial de Sant Feliu i des d'aquesta data es va celebrar l'Aplec, d'on va desaparèixer el 1936. D'aquesta Mare de Déu es publica un llibre anomenat La Perla del Valles. Ntra. Sra de Bellulla l'any 1712 per Tomas Palmarola, en plena Guerra de Successió. Posteriorment s'edita un resum d'aquest llibre l'any 1825 per Ramon Pujol, amb una segona edició de 1851. L'any 1908 el rector de la Parròquia de Sant Feliu edita un fulletó de la Mare de Déu, i l'any 1963 Mosen Anton Bassolas edita una petita publicació.
Vegeu també:
- Església parroquial de Sant Feliu de Canovelles
- Santuari de Bellulla

## Tradicions
El ball de gitanes és un ball tradicional de Catalunya i el País Valencià. A Canovelles es va recuperar arran del mil·lenari del municipi, celebrat l'any 2008. Aquest ball consisteix en una barreja de balls: xotis, contradanses, polca i jotes, entre d'altres, juntament amb els elements característics propis. La vestimenta sol ser:
- la noia: faldilla amb enagos a sota, una brusa, espardenyes i amb una cua feta al cabell amb un llaç.
- els nois: uns pantalons de pana, camisa blanca, faixa i unes espardenyes.

La Comissió Sant Antoni Abat, impulsora de la recuperació del ball de gitanes a Canovelles l'any 2008, ha recuperat les ballades de gitanes a l'Era de Can Castells, lloc de tradicional celebració de l'Aplec anual del poble, el dilluns de Pasqua.
La sardana és una dansa que es balla a Catalunya, Andorra i el Rosselló seguint una música interpretada per una cobla. Normalment es balla a la plaça del poble o en una era.
A Canovelles el primer curs de sardanes va ser l'any 1994 a l'Era de Can Castells, junt amb altres activitats culturals. No va ser fins després de quatre anys quan es va tornar a dur a terme aquests cursos que tenen com a objectiu aprendre la dansa nacional de Catalunya. Des d'aleshores, la tradició sardanista ha continuat a Canovelles. Actualment, s'hi ballen sardanes a les festes majors i a altres festes com les Pasqua, Sant Jordi o l'Aplec.

### Gegants de Canovelles
Els Gegants de Canovelles, en Carles i na Cisqueta, són una parella de gegants creada al Taller Sarandaca de Granollers l'any 1991.
Els gegants de Canovelles representen els Comtes de Magaroles, els quals havien viscut en una finca de la població anomenada Can Castells. Els Comtes havien estat gent de fortuna, posseïdors de terres i diners i, alhora, persones de gran cor que sempre contribuïren a ajudar els més necessitats, fins al punt d'arribar a arruïnar-se ells mateixos. Aquests gegants foren estrenats l'últim cap de setmana de juliol del 1991 amb motiu de la Festa Major de Canovelles. Posteriorment, el 27 de juliol del 1996 la parella va celebrar el seu casament. L'any 1999 s'estrenà una gegantona, na Vicenteta, que representa ser la filla dels Gegants de Canovelles, i que també fou elaborada pel Taller Sarandaca, mentre que el 2009 s'estrenà el Piles, un gegantó manotes fet per integrants de la mateixa Colla Gegantera de Canovelles.

## Demografia

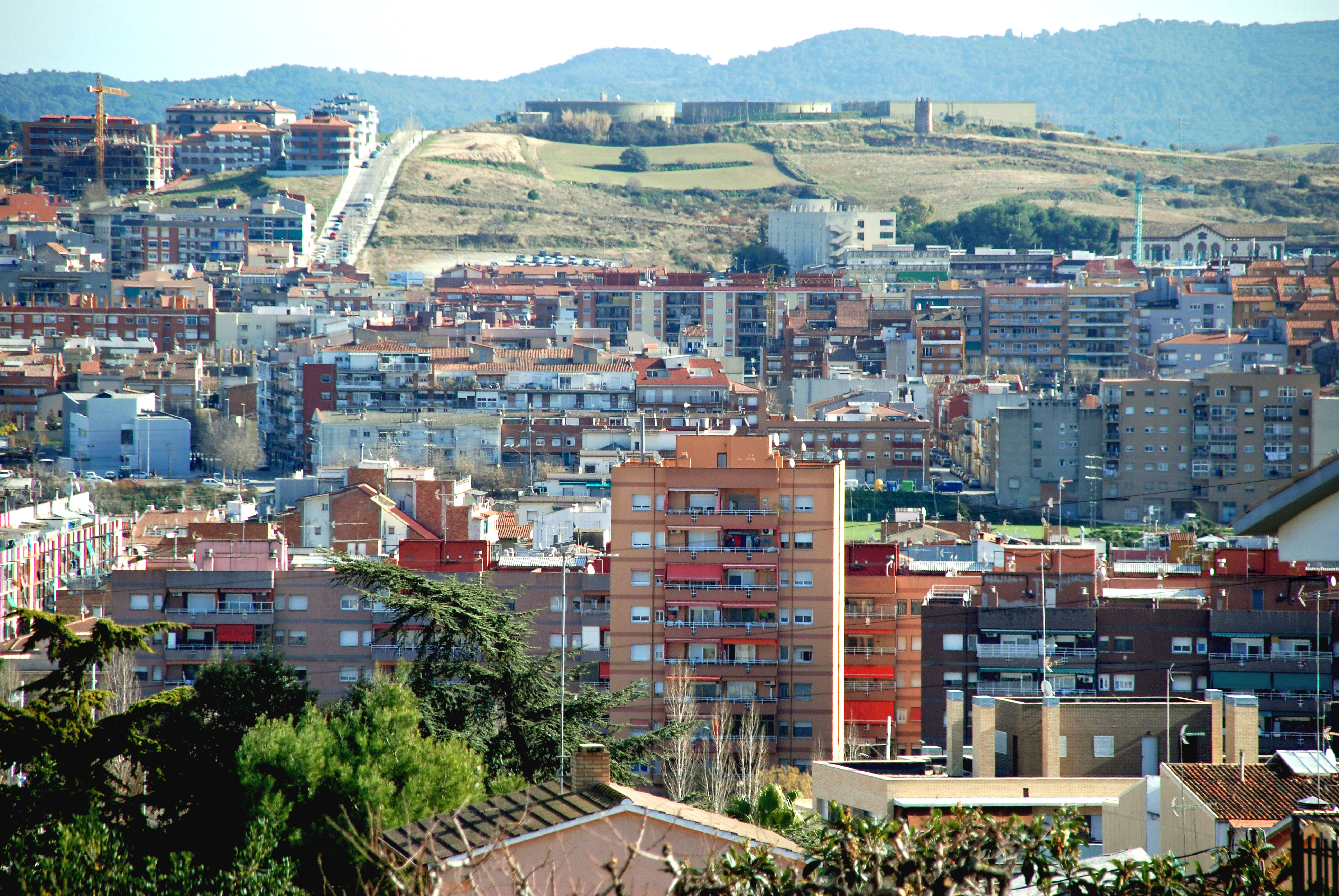
Canovelles a la conurbació amb Granollers

El municipi ha sofert un dels creixements demogràfics més destacats del Vallès Oriental. Els diferents barris, veïnats i poblaments que integren el municipi conformen un conjunt de població de més de 15.000 habitants. L'any 1950 Canovelles tenia 631 habitants. Als anys 1980 es va superar amb escreix els deu mil habitants. Canovelles va rebre, com molts altres municipis catalans, immigració procedent -principalment- d'Andalusia i Extremadura. El creixement demogràfic va comportar un creixement de la superfície urbanitzada del nucli que va suposar que el municipi s'inserís en la conurbació de Granollers. La Barriada Nova limita directament amb el barri de Congost de Granollers.
Per molt que a final de la dècada dels anys 1990 es va percebre un descens demogràfic, els anys 2000 han tornat a consolidar un nou i significatiu augment de població a causa de l'arribada de nova immigració, procedent principalment del Magrib, l'Àfrica subsahariana i l'Amèrica del Sud.

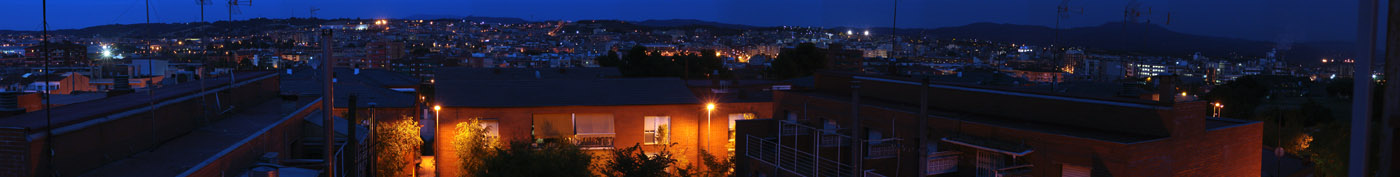
Panoràmica de Canovelles i Granollers des de Can Diviu, juny del 2007

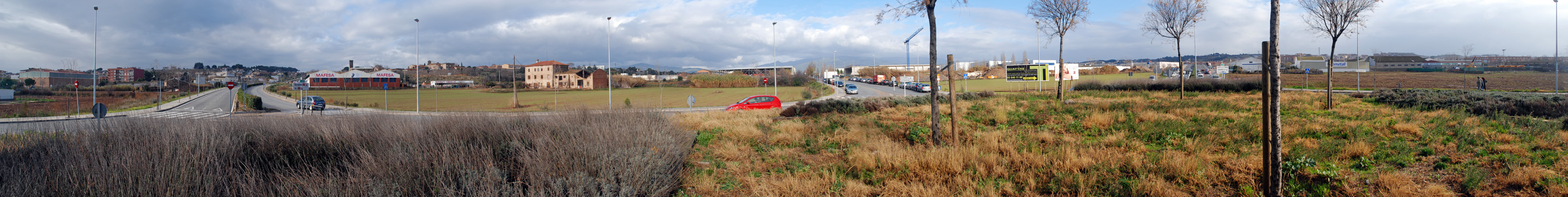
La Ronda Nord a Canovelles

| Entitat de població | Habitants (2024) |
| la Barriada Nova    | 13.340           |
| Can Diviu           | 1.215            |
| Can Duran           | 876              |
| Can Castells        | 689              |
| Sanaüja             | 382              |
| Bellulla            | 269              |
| les Àligues         | 149              |
| Tibel               | 134              |
| la Quinta Avinguda  | 110              |
| Can Cuana           | 36               |
| la Serra            | 35               |
| Sant Feliu          | 23               |
| Can Comas           | 6                |
| Font: Idescat       |                  |

| 1497 f | 1515 f | 1553 f | 1717 | 1787 | 1857 | 1877 | 1887 | 1900 | 1910 |
| ------ | ------ | ------ | ---- | ---- | ---- | ---- | ---- | ---- | ---- |
| 18     | 24     | 23     | 136  | 173  | 303  | 305  | 334  | 335  | 330  |

| 1920 | 1930 | 1940 | 1950 | 1960  | 1970  | 1981   | 1990   | 1992   | 1994   |
| ---- | ---- | ---- | ---- | ----- | ----- | ------ | ------ | ------ | ------ |
| 337  | 505  | 665  | 631  | 3.061 | 8.100 | 12.093 | 13.165 | 13.324 | 13.324 |

| 1996   | 1998   | 2000   | 2002   | 2004   | 2006   | 2008   | 2010   | 2012   | 2014   |
| ------ | ------ | ------ | ------ | ------ | ------ | ------ | ------ | ------ | ------ |
| 13.287 | 13.106 | 13.016 | 13.375 | 14.001 | 15.012 | 15.816 | 16.076 | 16.090 | 15.954 |

| 2016   | 2018   | 2020   | 2022   | 2024   | 2026 | 2028 | 2030 | 2032 | 2034 |
| ------ | ------ | ------ | ------ | ------ | ---- | ---- | ---- | ---- | ---- |
| 15.937 | 16.317 | 16.829 | 16.761 | 17.312 | -    | -    | -    | -    | -    |

## Administració
| De         | Fins       | Nom                         |
| ---------- | ---------- | --------------------------- |
| 1890       | 1906       | Francesc Espargaró i Planas |
| 1906       | 1910       | Joan Pous i Roger           |
| 1910       | 1916       | Francesc Botines i Galitó   |
| 1916       | 1918       | Esteve Grau i Montpart      |
| 1918       | 04-10-1923 | Jaume Gispert i Cassà       |
| 04-10-1923 | 26-02-1930 | Miquel Julià i Gorchs       |
| 26-02-1930 | 16-04-1931 | Jaume Gispert i Cassà       |
| 16-04-1931 | 25-05-1933 | Francesc Pous i Gorguí      |
| 25-05-1933 | 01-02-1934 | Josep Gratacòs i Peicasat   |
| 01-02-1934 | 26-07-1936 | Jaume Gispert i Cassà       |
| 13-09-1936 | 25-10-1936 | Amadeu Facundo i Vidal      |
| 25-10-1936 | 31-10-1937 | Antoni Riera i Genevat      |
| 31-10-1937 | 17-04-1938 | Nemesio Sanz i Barrachina   |
| 17-04-1938 | 24-12-1938 | Francesc Pous i Gorguí      |
| 31-02-1939 | 31-01-1952 | Isidre Duran i Blanchart    |
| 31-01-1952 | 28-04-1960 | Ignasi Julià i Argemí       |
| 28-04-1960 | 27-11-1969 | Felip Argemí i Orriols      |
| 27-11-1969 | 19-04-1979 | Joan Dordas i Vila          |

| Període     | Alcalde o alcaldessa                                              | Partit polític | Data de possessió | Observacions |
| ----------- | ----------------------------------------------------------------- | -------------- | ----------------- | ------------ |
| 1979–1983   | Francesc Martos Aguilera                                          | PSC            | 19/04/1979        | --           |
| 1983–1987   | Francesc Martos Aguilera                                          | PSC            | 28/05/1983        | --           |
| 1987–1991   | Francesc Martos Aguilera                                          | PSC            | 30/06/1987        | --           |
| 1991–1995   | Francesc Martos Aguilera                                          | PSC            | 15/06/1991        | --           |
| 1995–1999   | Francesc Martos Aguilera                                          | PSC            | 17/06/1995        | --           |
| 1999–2003   | Francesc Martos Aguilera                                          | PSC            | 03/07/1999        | --           |
| 2003–2007   | Francesc Martos Aguilera / José Orive Vélez (a partir 30-10-2004) | PSC            | 14/06/2003        | --           |
| 2007–2011   | José Orive Vélez                                                  | PSC            | 16/06/2007        | --           |
| 2011–2015   | José Orive Vélez                                                  | PSC            | 11/06/2011        | --           |
| 2015–2019   | José Orive Vélez / Emilio Cordero Soria (a partir 28-10-2016)     | PSC            | 13/06/2015        | --           |
| 2019-2023   | n/d                                                               | n/d            | 15/06/2019        | --           |
| Des de 2023 | n/d                                                               | n/d            | 17/06/2023        | --           |

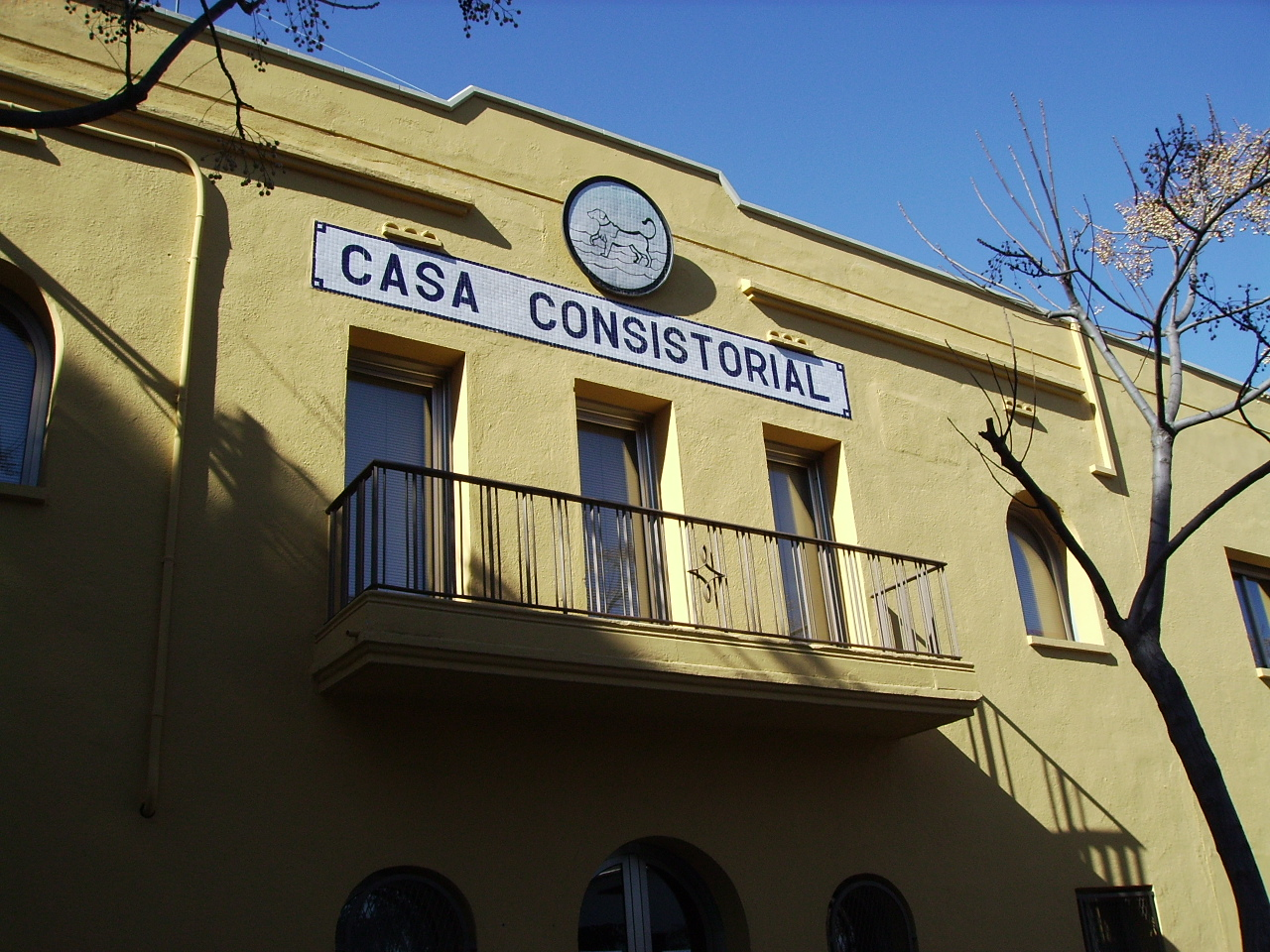
L'edifici de l'Ajuntament de Canovelles, amb el ca propi de l'escut municipal

L'Ajuntament de Canovelles és actualment presidit per l'alcalde Emilio Cordero Soria (PSC). El Consistori consta de disset regidors.
Vegeu Llista d'alcaldes de Canovelles.

### Resultats eleccions municipals

Evolució electoral

### Composició actual del Consistori
| Partit              | Regidor                        | Càrrec/Responsabilitats |
| ------------------- | ------------------------------ | --- |
| PSC                 | Emilio Cordero Soria           | Alcalde. President de l'àrea de Territori. Regidor d'Urbanisme, habitatge i medi ambient;Serveis; POUM, Planificació estratègica, vies de comunicació i transport públic; recursos humans |
| PSC                 | (pendent)                      | 1r. Tinent d'alcalde |
| PSC                 | Yolanda Sánchez Bueno          | Segona Tinent d'alcalde. Presidenta de l'àrea d'atenció a les persones. Regidora de Benestar social i igualtat d'oportunitats; Cultura.                                                   |
| PSC                 | Teresa Riera Planas            | Tercera Tinent d'alcalde. Regidora d'Igualtat i Ciutadania; Gent Gran i polítiques intergeneracionals.                                                                                    |
| PSC                 | Noelia Lavado Quiles           | Quarta Tinent d'alcalde. Regidora d'Hisenda i Organització municipal; Dinamització econòmica i ocupació.                                                                                  |
| PSC                 | Francesc Martínez Ortega       | Cinquè Tinent d'alcalde. Regidor de Noves tecnologies i societat de la informació; Esports.                                                                                               |
| PSC                 | Francisco Sánchez López        | Regidor d'Educació. |
| PSC                 | Patricia Ruiz Hidalgo          | Regidora d'Infància i Joventut. |
| PSC                 | Miquel Castellà Riera          | Regidor de Salut Pública; Medi Rural i pagesia. |
| Canovelles Canvia-E | Joan Diaz Gómez                | Regidor |
| CC-E                | Esther Alarcon Mora            | Regidora |
| CC-Entesa           | Daniel Flores Muñoz            | Regidor |
| C's                 | José Antonio Navarro Rodríguez | Regidor |
| C's                 | Rafael Alcalde del Rio         | Regidor |
| ERC                 | Ferran Many Martínez           | Regidor |
| PP                  | Araceli Amatller Medina        | Regidora |
| CiU                 | Josep Maria Monells Pericas    | Regidor |

### 1995
| Partit                  | Vots  | %     | Regidors |
| ----------------------- | ----- | ----- | -------- |
| PSC-Progrés Municipal   | 4.132 | 63,44 | 13       |
| Convergència i Unió     | 788   | 12,10 | 2        |
| PP                      | 525   | 8,06  | 1        |
| ICV                     | 474   | 7,28  | 1        |
| ERC                     | 272   | 4,18  | 0        |
| Canovelles Unida (EUiA) | 194   | 3,40  | 0        |

### 1999
| Partit                | Vots  | %     | Regidors |
| --------------------- | ----- | ----- | -------- |
| PSC-Progrés Municipal | 3.928 | 68,78 | 15       |
| Convergència i Unió   | 518   | 9,07  | 1        |
| PP                    | 491   | 8,60  | 1        |
| EUiA                  | 258   | 4,52  | 0        |
| ERC                   | 243   | 4,25  | 0        |
| ICV                   | 194   | 3,40  | 0        |

### 2003
| Partit                | Vots  | %     | Regidors |
| --------------------- | ----- | ----- | -------- |
| PSC-Progrés Municipal | 3.351 | 56,02 | 10       |
| Convergència i Unió   | 808   | 13,51 | 2        |
| ICV-EUiA              | 624   | 10,43 | 2        |
| PP                    | 624   | 10,43 | 2        |
| ERC                   | 495   | 8,27  | 1        |

### 2007
| Partit                | Vots  | %     | Regidors |
| --------------------- | ----- | ----- | -------- |
| PSC-Progrés Municipal | 2.816 | 53,89 | 11       |
| Convergència i Unió   | 705   | 13,49 | 2        |
| ICV-EUiA              | 540   | 10,33 | 2        |
| PP                    | 512   | 9,80  | 1        |
| ERC                   | 337   | 6,45  | 1        |
| Ciutadans             | 216   | 4,13  | 0        |

### 2011
| Partit                | Vots  | %     | Regidors |
| --------------------- | ----- | ----- | -------- |
| PSC-Progrés Municipal | 2.244 | 40,76 | 9        |
| PP                    | 967   | 17,57 | 3        |
| Convergència i Unió   | 659   | 11,97 | 2        |
| ICV-EUiA-Entesa       | 636   | 11,55 | 2        |
| PxC                   | 463   | 8,41  | 1        |
| ERC                   | 192   | 3,49  | 0        |
| Ciutadans             | 153   | 2,78  | 0        |

### 2015
| Partit                     | Vots  | %     | Regidors |
| -------------------------- | ----- | ----- | -------- |
| PSC-Candidatura de progrés | 2.465 | 43,52 | 9        |
| Canovelles canvia - Entesa | 1.031 | 18,2  | 3        |
| Ciutadans                  | 532   | 9,39  | 2        |
| ERC - Acord municipal      | 497   | 8,77  | 1        |
| PP                         | 420   | 7,42  | 1        |
| Convergència i Unió        | 372   | 6,57  | 1        |
| PxC                        | 272   | 4,8   | 0        |

2019
| Partit     | %     | Regidors |
| ---------- | ----- | -------- |
| PSC        | 55,88 | 12       |
| ERC        | 12,38 | 2        |
| Comú Podem | 10,36 | 2        |
| C's        | 7,36  | 1        |